# Saskatoon
Saskatoon (sæskə'tu:n) a kanadai Saskatchewan tartomány legnagyobb városa. A Saskatchewan folyó déli szakaszának kanyarjában és a Transz-Kanadai Főút Yellowhead Highway nevű útjánál fekszik. A régió gazdasági központjaként szolgál 1882-es megalapítása óta. A 2016-os Kanadai Népszámlálás szerinti 246 376 lakosa a legnépesebb várossá teszi a tartományban,  295 095 agglomerációs lakossal a 17. legnépesebb agglomeráció Kanadában.
Saskatoon ad otthont a Saskatchewani Egyetemnek, a Meewasin Völgyi Autoritásnak, amely megőrzi a Dél Saskatchewani Folyót és vízgyűjtő területét, valamint a Wanuskewin Emlékparknak, amely bemutatja az első saskatooni nemzetek mintegy 6000 éves kultúráját.
Saskatoon nevét a Saskatoon bogyóról kapta, mely őshonos ezen a területen. A bogyó a Cree misâskwatômina szóról kapta a nevét. A városnak jelentős őslakos populációja és számos városi rezervátuma van. Jól ismert sokszínű kultúrájáról és kilenc hídjáról, melyekről "A Préri Párizs" és a "Hídi Város" nevet kapta.
Történelmi szomszédai Nutana és Riversdale, melyek külön települések voltak 1906-os összeolvadásuk előtt. E két szomszédság történelmi főútja a Broadway Avenue és a 20th Street. Ezek az utak szintén érintik a manapság rohamosan fejlődő Central Business Districtet. Sutherland, a vasúti körzet, melyet a város 1956-ban "olvasztott" magába, az egyetemi területeken túl fekszik és ma szintén egy történelmi szomszédság.

## Etimológia
A Saskatoon név (Creeül sâskwatôn, "Saskatoon" vagy a locativus misâskwatôminihk jelentése "a saskatoon bogyónál", misâskwatôminiskâhk "a helyen, ahol sok saskatoon bogyó van" mînisihk "a bogyónál") a Cree – ma már nem használt – misâskwatômina "Saskatoon bogyók" főnévből jön, amely egy édes, lila színű bogyó, amely a területen őshonos.

## Története
1882-ben a torontói székhelyű Temperance Colonization Society kapott 21 földparcellát a Déli Saskatchewan Folyónál, melyek között volt a mai Warman és Dundurn. A csoport célja a likőr kereskedelem a városba való menekítése és egy "száraz" közösség felállítása a préri vidéken. Az elkövetkezendő években telepesek John Neilson Lake vezetésével letelepedtek a mai Saskatoon területén, és megalapították az első állandó települést. A telepesek vonattal mentek Ontarióból Moose Jawba, majd lovasszekérrel mentek célhelyükre, mert akkoriban a vonatúttal még nem lehetett eljutni Saskatoonba.

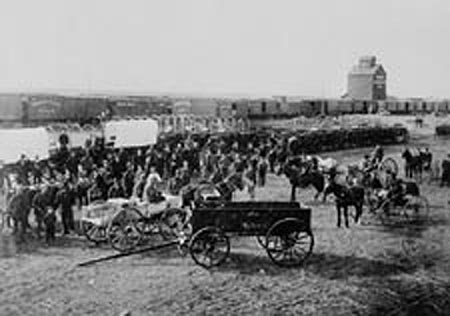
Barr Kolóniák 1903-ban

1885-ben az északnyugati lázadás számos tekintetben érintette az apró közösség életét. Chief Whitecap és Charles Trottier a mai Egyetemi Kampuszon is átmentek, amikor embereket toboroztak Louis Riel fegyveres erőikhez, Batocheban. Az elkövetkezendő ütközetekben a Fish Creeki- és a Batochei Csatában a sérült katonákat Marr Residencebe vitték, ami ma történelmi nevezetesség. Néhány, az ápolás közben elhunyt személyt a Nutana Pioneer Temetőbe temettek el.
Egy a folyó nyugati partjáról szóló szerződés 1903-ban köttetett (Nutana ebben az évben vált faluvá). 1906-ban Saskatoon is városi rangot kapott 4500 fővel, melybe bele tartoztak a saskatooni közösségek, Riversdale és Nutana. 1955-ben a Montgomery Place, 1956-ban a szomszédos Sutherland is beleolvadt Saskatchewan gyorsan növekvő új városába.

## Gazdaság

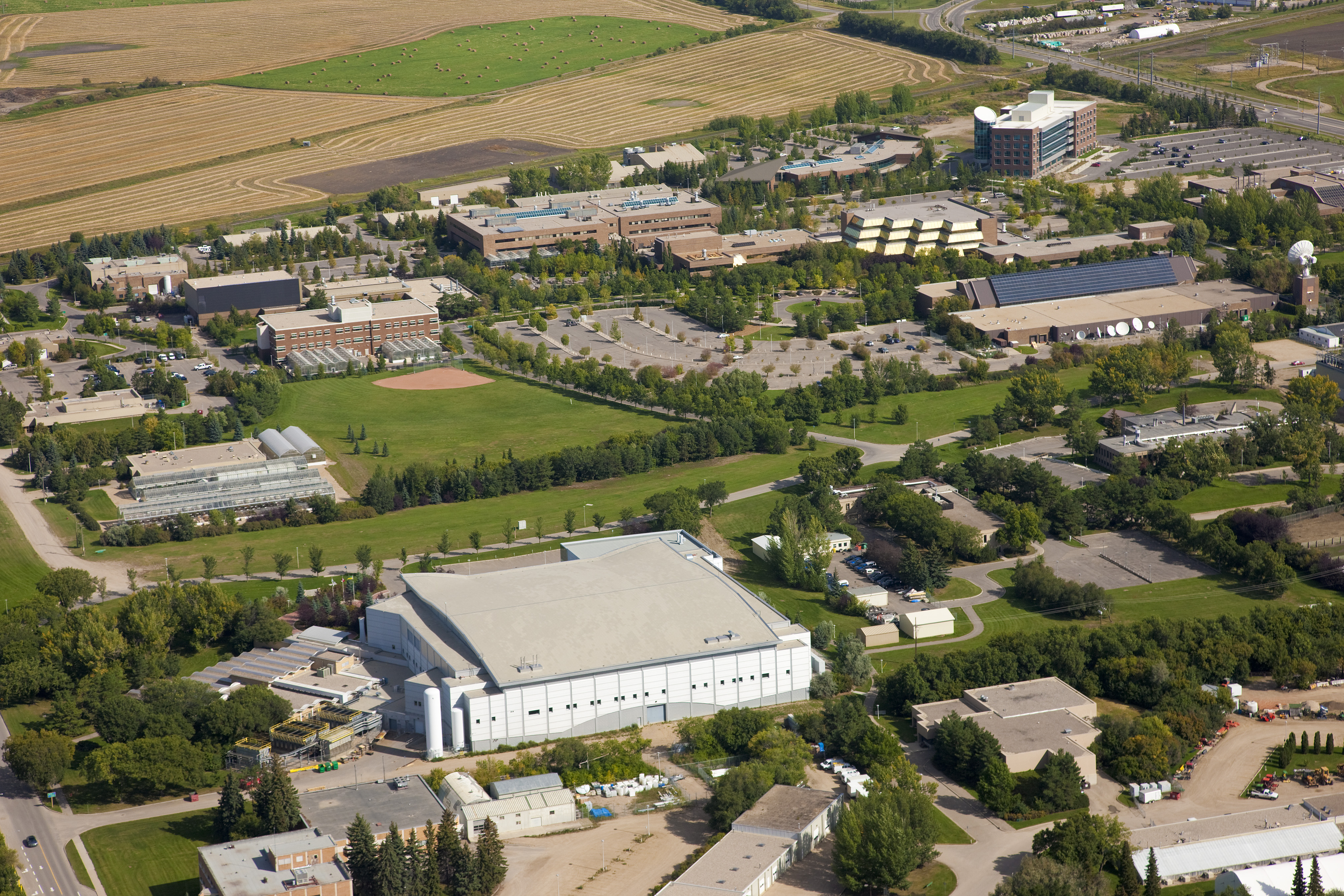
Innovation Place a Canadian Light Source szinkrotronnal a háttérben

Saskatoon gazdaságának fő részét a kálium-karbonát, az olaj és a mezőgazdaság (különösen a búza) adja. Innen a "POW City" becenév (potash, oil, agriculture). Különböző gabona-, állatállomány-, olaj- és gáz-, kálium-karbonát-, urán-, arany-, gyémánt-, szén termelés, és ezek mellék ágai is hajtják gazdaságát.
 A világ legnagyobb nyilvános urán cégének, a Camecónak, és a világ legnagyobb kálium-karbonát cégének, a PotashCorpnak is van társulati központja Saskatoonban. Emellett Saskatoon az új otthona a BHP Billiton's Diamonds and Specialty Products részlegének. Nagyjából a világ kálium-karbonát igényének kétharmadát Saskatoon és területe termeli ki. Az 1980-ban alapított Innovation Place Kutatópark magába foglal közel 150 mezőgazdasági, informatikai, környezetvédelmi, élettudományi és mezőgazdasági biotechnológiai szervezetet. Saskatoon szintén otthont ad a Canadian Light Sourcenak, Kanada nemzeti szinkrotron létesítményének.
Saskatoon másik beceneve "Hub City", amely a logisztikai szempontból ideális elhelyezkedésére utal Kanadában. A Saskatoon John G. Diefenbaker Nemzetközi Repülőtér a 19. legforgalmasabb reptér volt Kanadában a 2008-as évben, 105 620 le- és felszállással, személyszállításban pedig 12. helyet ért el országos viszonyokban.
Saskatoon szintén ismert a "Hídi Város" névről, melyet a Saskatchewan Folyón lévő számos hídjáról kapta, és kettéosztja a várost.

## Földrajz

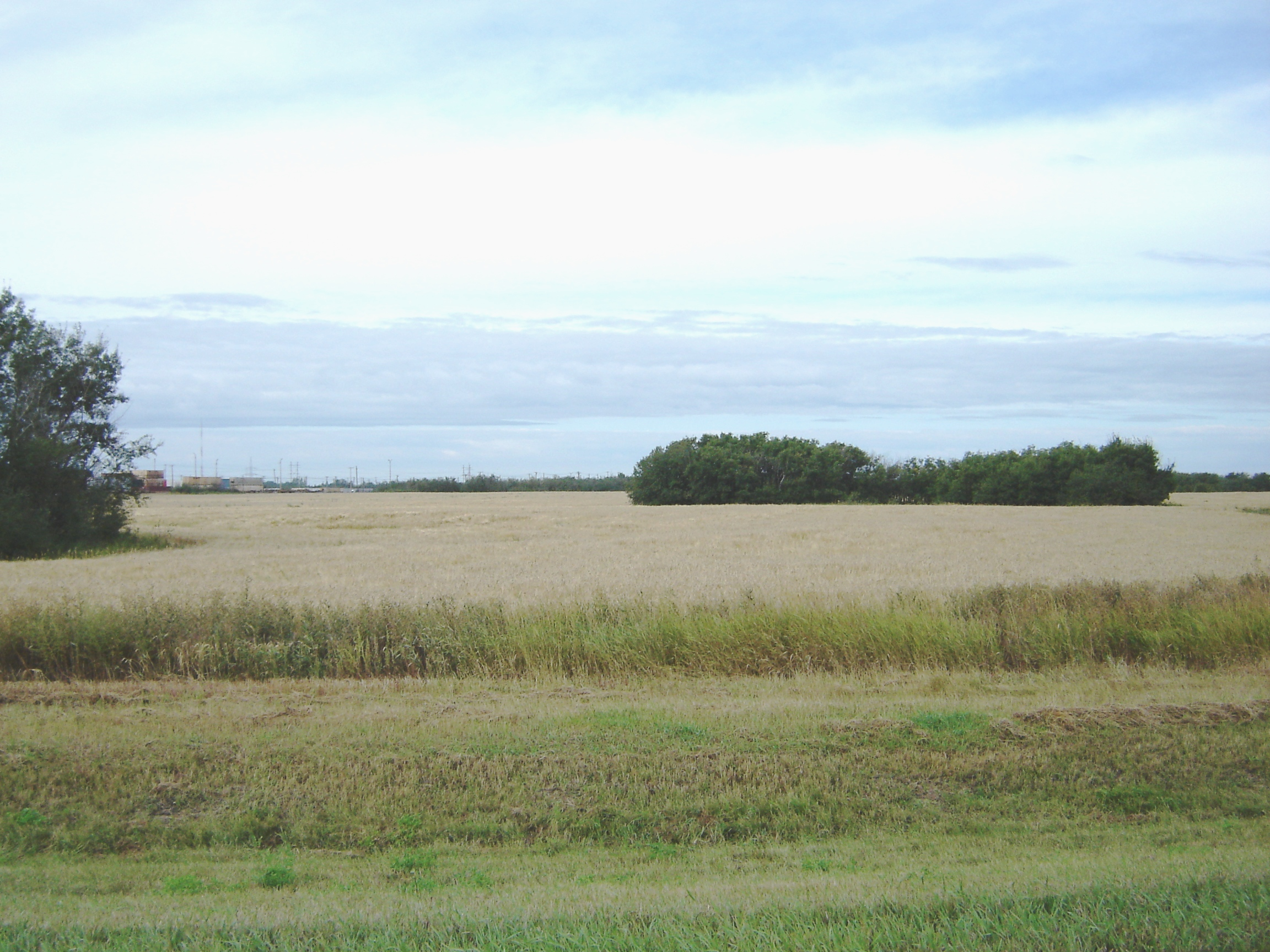
Nyárfa foltok a gabonaföldön egy nyári napon

Saskatoon egy hosszú káli feketeföld sávban fekszik. A hegyvidékek hiányában a város egy viszonylag lapos területen fekszik, habár néhány helyen találhatók kisebb lejtők és völgyek. Legalacsonyabb pontja a folyónál van, amelynek legmagasabb pontja Sutherland külvárosánál és a Silverwood-River Heights területnél, a város északi végén található. A város Kelet-Nyugati irányú keresztmetszetén a tengerszint feletti magasság csökken a folyó irányába, és a folyótól keletre a magasság ismét nő a város határáig, ahol ismét elkezd csökkenni.
Saskatoont nyugati és keleti részre osztja a Dél Saskatchewani Folyó. Ezt követően Külvárosi Fejlesztési Területekre (SDA) van osztva, amelyeket szomszédságok alkotnak. Az utcacímek északi és déli részre vannak felosztva (az észak-dél irányú utaknál), és hasonlóan nyugati és keleti részekre az ezen irányba haladó utaknál. A folyótól nyugatra a demarkációs vonal a 22nd Street.

Saskatooni látkép a Dél Saskatchewani Folyóval

### Éghajlat
Saskatoon összetett éghajlata részben nedves kontinentális.
A városnak négy évszaka van, és a USDA klímazóna szerint 3b besorolású. Saskatoonnak száraz klímája van, évi 340,4 mm átlag csapadékkal, legcsapadékosabb évszaka a nyár. Saskatoonban az éves napsütéses napok szám 2268 óra, mellyel a kanadai átlaghoz viszonyítva több napsütést kap. Az extrém időjárás általában alacsony páratartalommal jár. A viharok gyakoriak a nyári hónapokban, és gyakran kíséri szakadó eső, erős szél, erős villámlás, és ritkán tornádó. A fagymentes évszak május 21-től, szeptember 15-ig tart, de Saskatoon északi fekvése miatt előfordulhatnak nyári fagyok is. Július 31. és augusztus 8. között az átlagos nappali hőmérséklet 25,8 °C.
A 2007-es saskatchewani hóvihar sok lakos szerint életük legrosszabb hóvihara volt, és lebénította a várost a rossz látási körülményeivel, extrém hidegével és rengeteg havával. 90 km/h szélvihar és napi 25 cm leesett hó bénította meg a várost. Sok lakos menedéket keresett a helyi munkahelyeken, boltokban, kórházakban és egyetemen.
A valaha mért legmagasabb hőmérséklet 41,5 °C volt 1988 június 6-án. A valaha mért legalacsonyabb hőmérséklet −50.0 °C volt 1893. február 1-jén.
| Hónap                         | Jan.  | Feb.  | Már.  | Ápr.  | Máj.  | Jún. | Júl. | Aug. | Szep. | Okt.  | Nov.  | Dec.  | Év    |
| ----------------------------- | ----- | ----- | ----- | ----- | ----- | ---- | ---- | ---- | ----- | ----- | ----- | ----- | ----- |
| Rekord max. hőmérséklet (°C)  | 8,9   | 12,8  | 20,0  | 33,3  | 36,7  | 41,0 | 40,0 | 39,7 | 35,6  | 32,2  | 20,0  | 13,3  | 41,0  |
| Átlagos max. hőmérséklet (°C) | −8,8  | −6,5  | −0,1  | 11,5  | 18,5  | 22,6 | 25,7 | 25,2 | 18,4  | 10,3  | −0,8  | −7,5  | 9,1   |
| Átlaghőmérséklet (°C)         | −13,9 | −11,4 | −4,9  | 5,2   | 11,8  | 16,1 | 19,0 | 18,2 | 12,0  | 4,4   | −5,2  | −12,4 | 3,3   |
| Átlagos min. hőmérséklet (°C) | −18,9 | −16,3 | −9,7  | −1,2  | 5,1   | 9,6  | 12,3 | 11,1 | 5,5   | −1,4  | −9,5  | −17,1 | −2,5  |
| Rekord min. hőmérséklet (°C)  | −46,1 | −45,0 | −38,9 | −27,8 | −10,0 | −3,9 | 0,0  | −2,8 | −10,6 | −25,6 | −33,9 | −42,2 | −46,1 |
| Átl. csapadékmennyiség (mm)   | 0     | 0     | 2     | 16    | 34    | 64   | 54   | 44   | 38    | 19    | 12    | 13    | 298   |
| Havi napsütéses órák száma    | 41    | 47    | 47    | 53    | 54    | 53   | 61   | 59   | 51    | 47    | 34    | 36    | 585   |

## Népesség
| Canada 2006 Census | Canada 2006 Census       | Population | % of Total Population |
| ------------------ | ------------------------ | ---------- | --------------------- |
| Jelentős kisebbség | Európai                  | 164 970    | 82,8                  |
| Jelentős kisebbség | First Nations            | 10 855     | 5,4                   |
| Jelentős kisebbség | Métis                    | 8605       | 4,3                   |
| Jelentős kisebbség | Kínai                    | 4185       | 2,1                   |
| Jelentős kisebbség | Egyéb jelentős kisebbség | 2470       | 1,3                   |
| Jelentős kisebbség | Dél-Ázsiai               | 2210       | 1,1                   |
| Jelentős kisebbség | Filipino                 | 1855       | 0,9                   |
| Jelentős kisebbség | Fekete                   | 1825       | 0,9                   |
| Jelentős kisebbség | Latin Amerikai           | 1045       | 0,5                   |
| Jelentős kisebbség | Délkelet-Ázsiai          | 1005       | 0,5                   |
| Jelentős kisebbség | Inuit                    | 60         | 0,0                   |
| Teljes népesség    | Teljes népesség          | 199,385    | 100                   |

A 2016-os Kanadai Népszavazás Saskatoon népességét 246.376 főre becsülte, 10,6 százalékos növekedéssel 2011-hez képest. Egy a 2016-os év végén tartott civil népszámlálás az év végén 265 300 főt számolt, és Saskatoon agglomerációjával együtt ez a szám 305 000 volt.

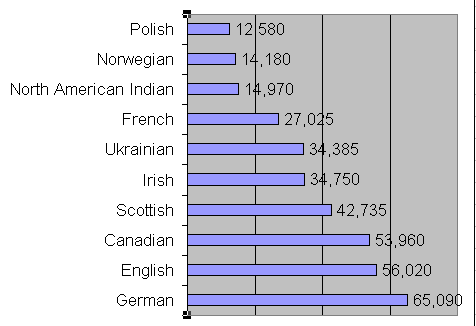
Ethnikai csoportok Saskatoonban és agglomerációjában. főből. (a szám nagyobb -nél, mert néhány ember több mint egy csoportba sorolta magát)

A 2006-os népszámlálás szerint a lakosság 18%-a 15 év alatti, míg a 65 év felettiek aránya 13%-át teszi ki a teljes lakosságnak. Az átlag életkor 35,5 év, négy évvel kevesebb a kanadai átlagnál.

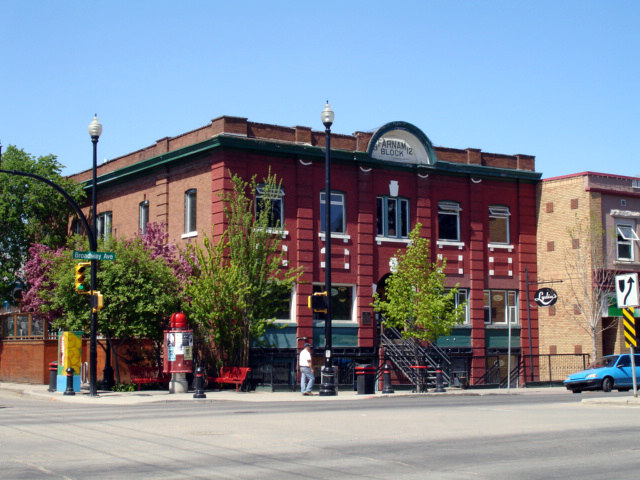
Egy saskatooni szomszédság (Nutana)

Faji elosztásban a 2001-es népszámlálás szerint 190 120 azaz a népesség 85,4%-a fehér, 19 900 azaz 8,9% bennszülött, és kevesebb mint 5% tartozik egyéb, jelentős kisebbséghez.
Saskatoon lakosságának 78,5%-a keresztény, főleg protestáns (40,1%) és római katolikus (32,5%). A népesség 19,6%-a nem követ semmilyen vallást. Kisebbségi vallás többek között a szikhizmus, a buddhizmus (0,7%) a zsidó vallás, a hinduizmus és az iszlám (0,6%).

### Őslakosok
A saskatooni terület már rég lakott volt az első telepesek megérkezése előtt, amit többek között a Wanuskewin Emlékpark bizonyít. Az őslakosokat urbanizálták, ez ma sehol nem látszik jobban mint Saskatoonban, ahol az őslakos populáció 382%-kal növekedett 1981 és 2001 között, habár e növekedés egy része (körülbelül a fele) annak tudható be, hogy egyre többen tartják magukat bennszülöttnek. Saskatoonban van a második legnagyobb bennszülött populáció a fő kanadai városok közül 9%-kal. (Winnipegben 10,2%, Reginában 8%. Néhány szomszédságban például Pleasant Hillben ez a szám 40%. A legtöbb őslakos Cree vagy Dakota, habár kisebb százalékban megtalálhatók assziniboinok, Saulteauxok és Denek.

### Egészségügy
A Saskatoon Egészségügyi Körzet felelős a terület egészségügyi ellátásában. A körzet három kórházat üzemeltet a városon belül, ezek a Royal University Hospital, a Saskatoon City Hospital és a St. Paul's Hospital (Saskatoon). A Royal University Hospital oktató és kutató kórház, amely kapcsolatban áll a Saskatchewani Egyetemmel. Az Egészségügyi Körzet más, kisebb környező városokban is üzemeltet kórházakat. Kórházak mellett a körzet üzemeltet idős otthonokat, klinikákat és egyéb egészségügyi létesítményeket.
Friss adatok szerint Saskatchewanban van a legtöbb HIV eset Kanadán belül, és az esetek 1/4-ében csecsemő a HIV fertőzött. A sok fertőzött egyik oka a növekvő kábítószer használat, banda problémák, szegénység és prostitúció a városban, amelyben a legnagyobb arányban vannak fertőzöttek a tartományon belül.

## Biztonság
A Saskatooni Rendőrség az elsődleges rendfenetartó intézet Saskatoon városában, és Saskatchewan tartományában is. A következő igazságszolgáltató intézmények szintén Saskatoon városában tevékenykednek: Corman Parki Rendőrség, Royal Canadian Mounted Police, Canadian National Police Service és a Canadian Pacific Police Service. 2012. december 31-én a Saskatooni Rendőrségnek 442 fős személyzete volt, 59 speciális rendőre és 136 önkéntese.

### Bűnözés
A 2007. július 18-án kiadott 2006-os bűnözési adatok szerint Saskatoon vezető helyen van Kanadában az erőszakos bűncselekmények terén, átlagban 1606 bűncselekménnyel 100 000 főre, habár a Saskatooni Rendőrség által kiadott statisztikák szerint ez a szám csökkenőben van. 2010-ben az emberek ellen elkövetett össz bűncselekmény 1,28%-kal nőtt, a vagyoni bűncselekmény 11,75%-kal csökkent.
Különböző vádak voltak a Saskatooni Rendőrség ellen az 1990-es évek elején az úgynevezett "csillagfény túrák" miatt, mely során a rendőrség állítólagosan kivezetett és a szabadban hagyott megfagyni őslakos csoportokat a fagyos saskatooni tél során. A vádak legtöbbjéről kiderült, hogy hamis, habár pár csillagfény túra tényleg megtörtént.

## Látványosságok

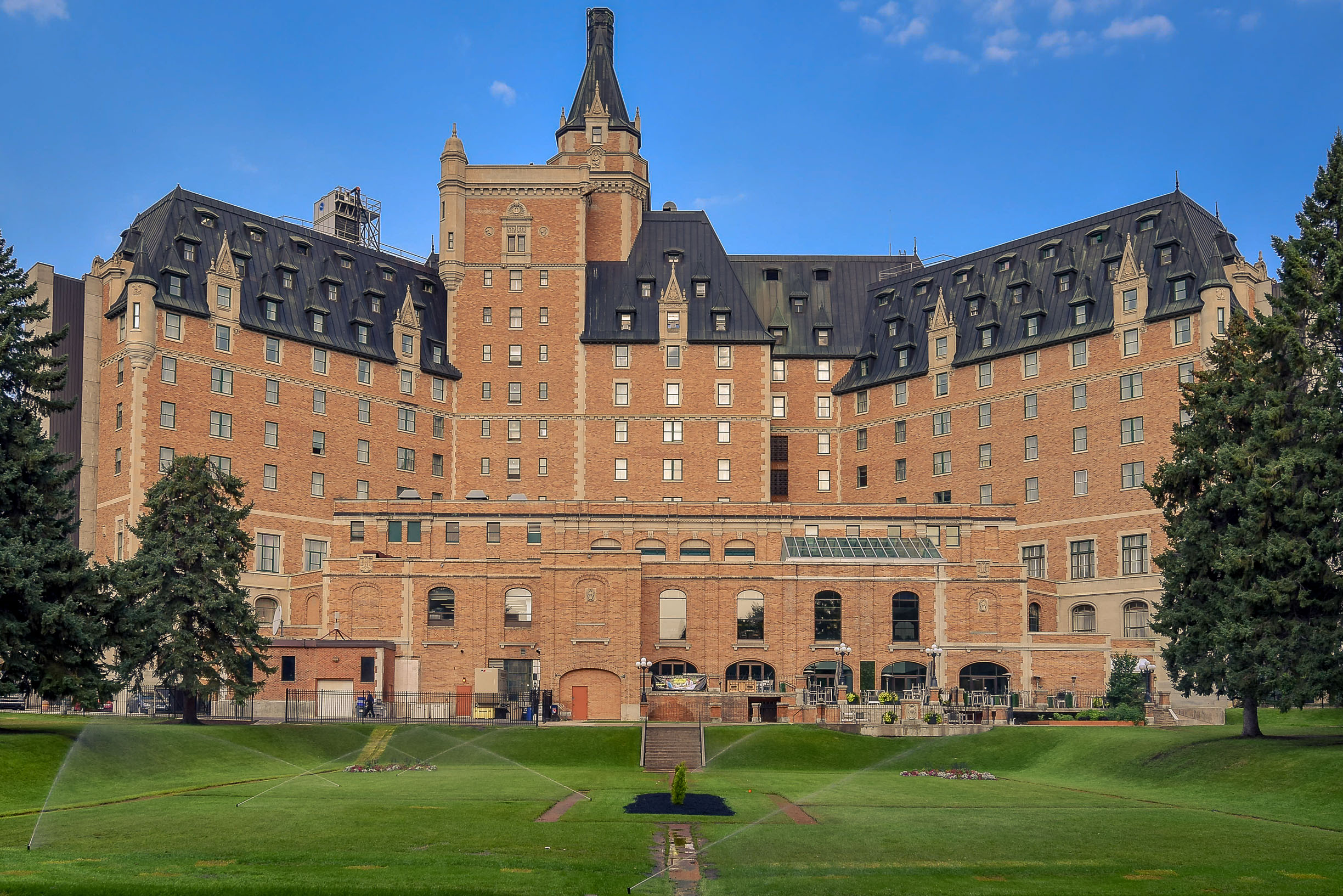
A Bessborough

A város egyik fő látványossága a Delta Bessborough Hotel, vagy ahogy a helyiek hívják Bez. A Canadian National Railway által épített szálloda egyike azoknak az utolsó Railway Hoteleknek amelyek a nagy gazdasági világválság előtt építettek. Habár az építkezés 1932-ben fejeződött be, nem nyitott meg 1935-ig a váltság miatt. A Bessborough és a Mendel Art Gallery az egyetlen épületek a Spadina Crescent folyópartján. Az egyik legelterjedtebb fénykép Saskatoonról a Hotel a Broadway Bridge egyik boltívéből fotózva.
A Meeswasin Völgyi Sáv követi a Dél Saskatchewan Folyót Saskatoonon keresztül. Rengeteg programot kínál köztük kerékpározást, kocogást és sétálást a parkban és a természeti övezetekben. A sífutás népszerű a téli hónapok alatt, köztük síelés a Kiwanis Emlékparkban. Széles sávú internet található a városban, mosdókkal az útvonalon. Több park is van a Meewasin Völgyben, mosdókkal, piknik létesítményekkel és kilátókkal a folyóra.
Télen megnyit az ingyenes Meewasin Korcsolyapálya; a Kiwanis Emlékparkban van, a Delta Bessborough hotel mellett. A kinti pályát 1980 óta minden télen megnyitják.
Egy föld szakasz a Traffic Bridgetől nyugatra, a 19th Streettól délre és az Avenue C-től keletre már évek óta folyamatosan átépítéseken megy keresztül. Korábban volt már itt a Saskatoon Arena, egy erőmű, a Royal Canadian Legion egy ága és a Saskatoon Public School Division főirodája. Mindezen létesítmény le lett bontva, hogy a helyükre újakat építsenek egészen az 1980-as évek óta. A legújabb épület a River Landing épp építés alatt áll. Calgary vállalat a Lake Placid 200 millió dollárból egy mega hotel, illetve lakás projekttel tervezte beépíteni a területet, habár a Lake Placid elfelejtett befizetni egy 4,5 millió dolláros összeget 2009 október 30-án, ezért a terület vezetői látszólag felfüggesztette a megállapodást. 2009 november 16-án a Lake Placid nyilatkozata szerint a fizetés néhány héten belül biztosítva lesz. 2010 áprilisában a Saskatooni Önkormányzat megszavazta a további tárgyalásokat a Lake Placiddel.
2010 májusára a Persephone Theatre új előadói létesítménye a Frank & Ellen Remai Arts Centre építése és tereprendezése befejeződött a River Landingen, egy idősek otthona mellé, amit az 1990-es években építettek. Szintén itt épült a Saskatoon Farmers' Market és egyéb kereskedelmi épületek. Jövőbeli (nem a Lake Placid általi) tervek között van egy új művészeti galéria építése a Mendel Art Gallery helyére.
Egyéb látványosságok között van az ikonikus Traffic Bridge (melyet 2016-ban lebontottak és helyére várhatóan egy -az eredeti hidat megidéző- híd épül), a Saskathewani Egyetem kampusza, és a Viterra gabonaraktár, mely évekig uralta a város déli láthatárát, és elég nagy ahhoz, hogy még a 32 km-re lévő Pike Lake Provincial Parkból is látni lehessen.

## Közlekedés

### Közúti
Saskatoon a Transz-Kanadai Főút Yellowhead Highway nevű útján fekszik, más néven Highway 16, mely összeköti Saskatchewant, Manitobát, Albertát és Brit Columbiát. Az 5-ös, 7-es, 11-es, 12-es, 14-es, 41-es, 219-es, 684-es és 762-es főutak mind befutnak Saskatoonba, és a 60-as főút a város déli határán végződik.

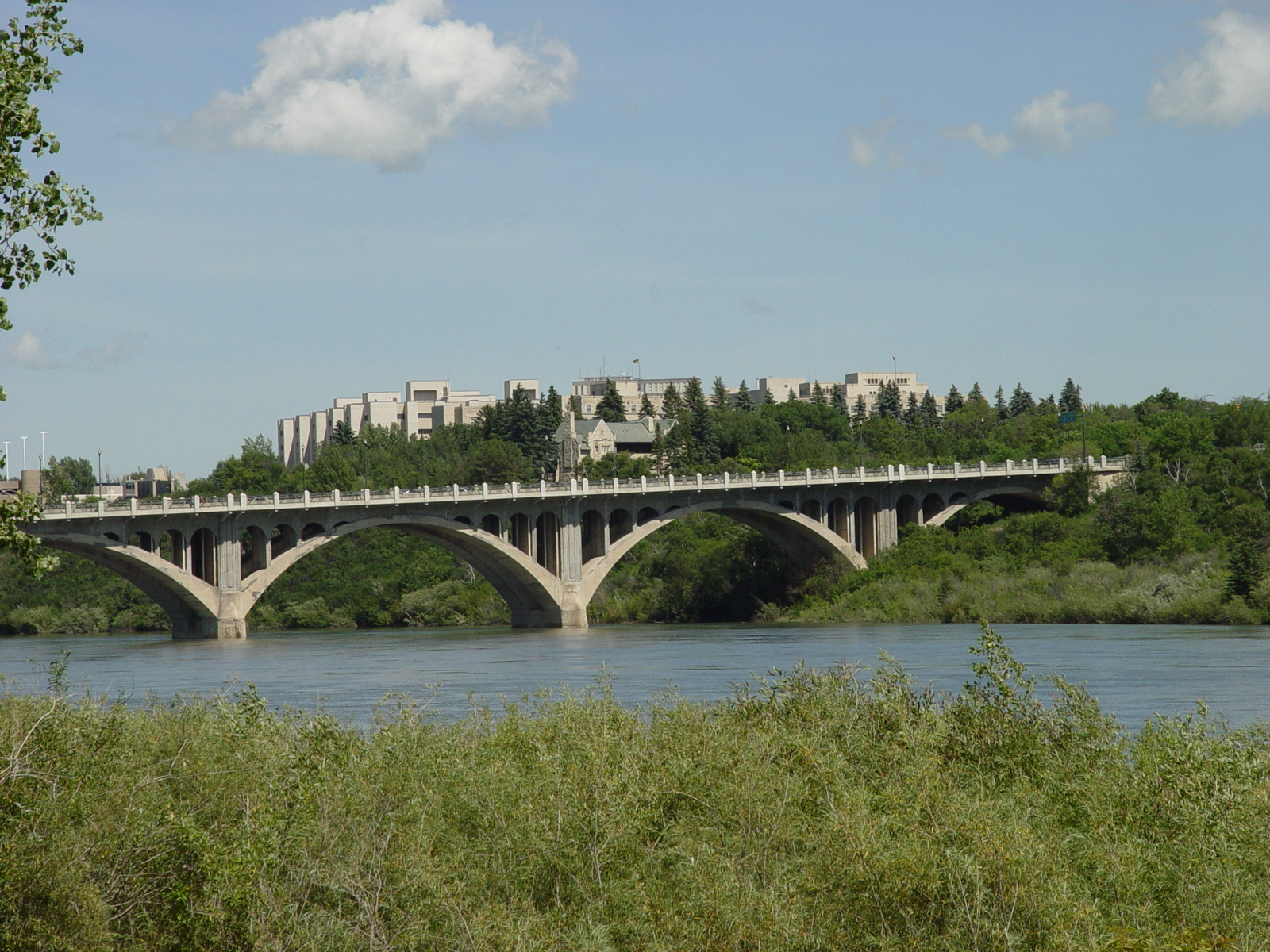
University Híd Saskatoonban.

A következő hidak szelik át a Dél Saskatchewani Folyót (a folyás irányában):
- Grand Trunk Híd (vasúti híd)
- Gordie Howe Híd
- Sid Buckwold Szenátor Híd
- Traffic Híd (2010-ben lezárták, lebontották és várhatóan egy hasonló hidat építenek a helyére)
- Broadway Híd
- University Híd
- CPR Híd (vasúti híd)
- Circle Drive Híd

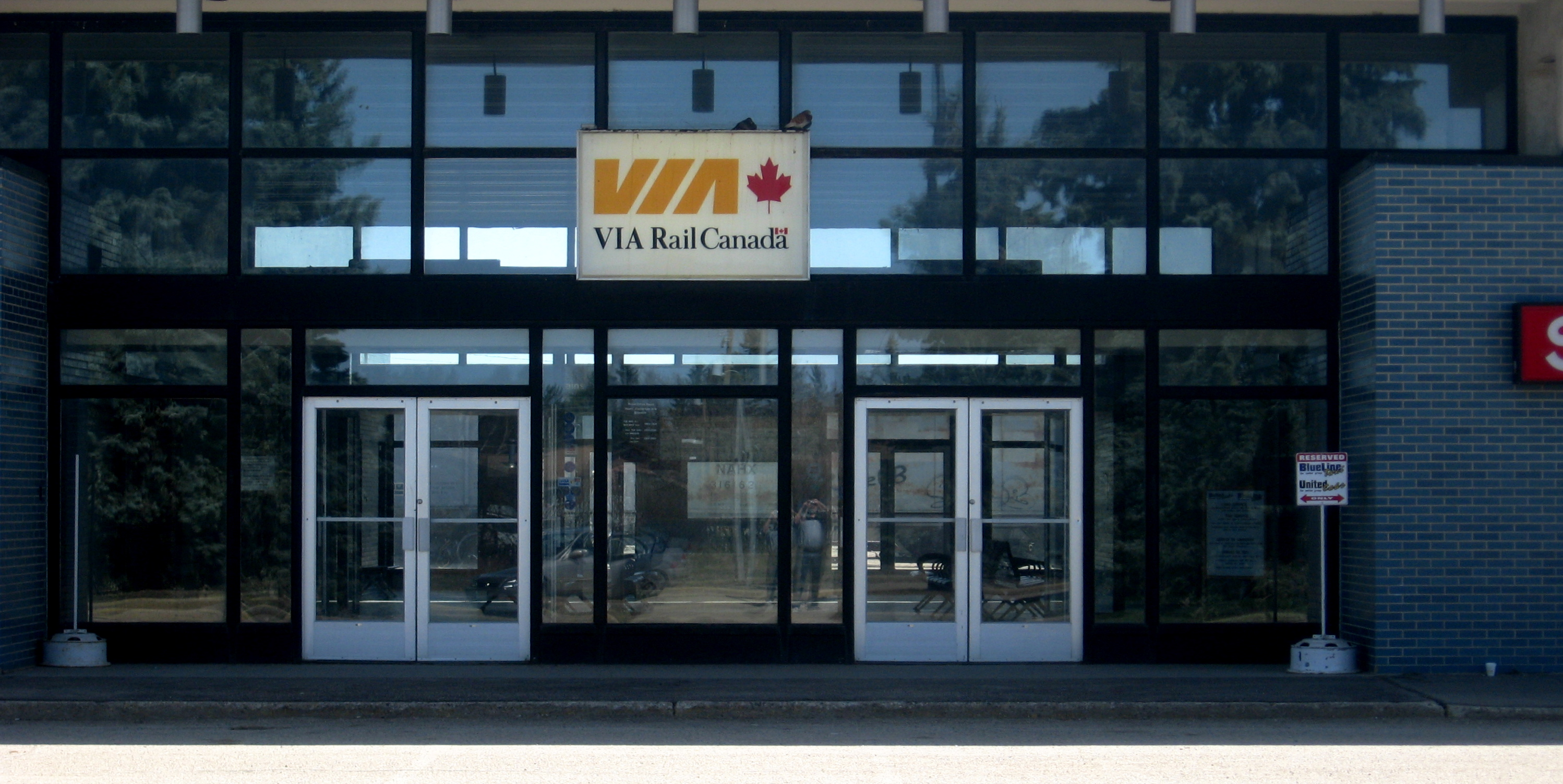
The Via Rail station, főbejárata

Saskatoon körútjának, a Circle Drivenak fejlesztése az 1960-as évek közepén kezdődött (az út építésének ötletét 1913-ban vetették fel), és 2013 július 31-én fejezték be, 300 millió dollárból.

### Vasúti
A Canadian Pacific Railway és a Canadian National Railway is befut Saskatoonba. Mindkét vasút elosztóközpontokat üzemeltet a városban. Saskatoon egyik megállója a Via Rail által üzemeltetett "The Canadian" transzkontinentális vasúti járatnak. A Saskatooni Vasútállomás a város nyugati végében található; az 1960-as évek végén nyitották meg, az eredeti vasútállomás helyett, ami a 1st Avenuen volt, a belvárosban – a vasútállomás áthelyezése egy nagy felújítást indított maga után, mely során megépült a Midtown Pláza, a TCU Place (másnéven Centennial Auditorium) és más épületek. A jó tartományon belüli elhelyezkedése és kiváló természeti fekvése miatt kapta meg Saskatoon a The Hub City becenevet ("Hub" angolul középpontot jelent). A Saskatchewan Railway Museum a városon kívül, de a közelében van. Friss viták a vasút városon kívüli elhelyezéséről kérdéseket vetnek fel a Light raillel kapcsolatban, de a város polgármestere szerint a népesség túl kicsi.

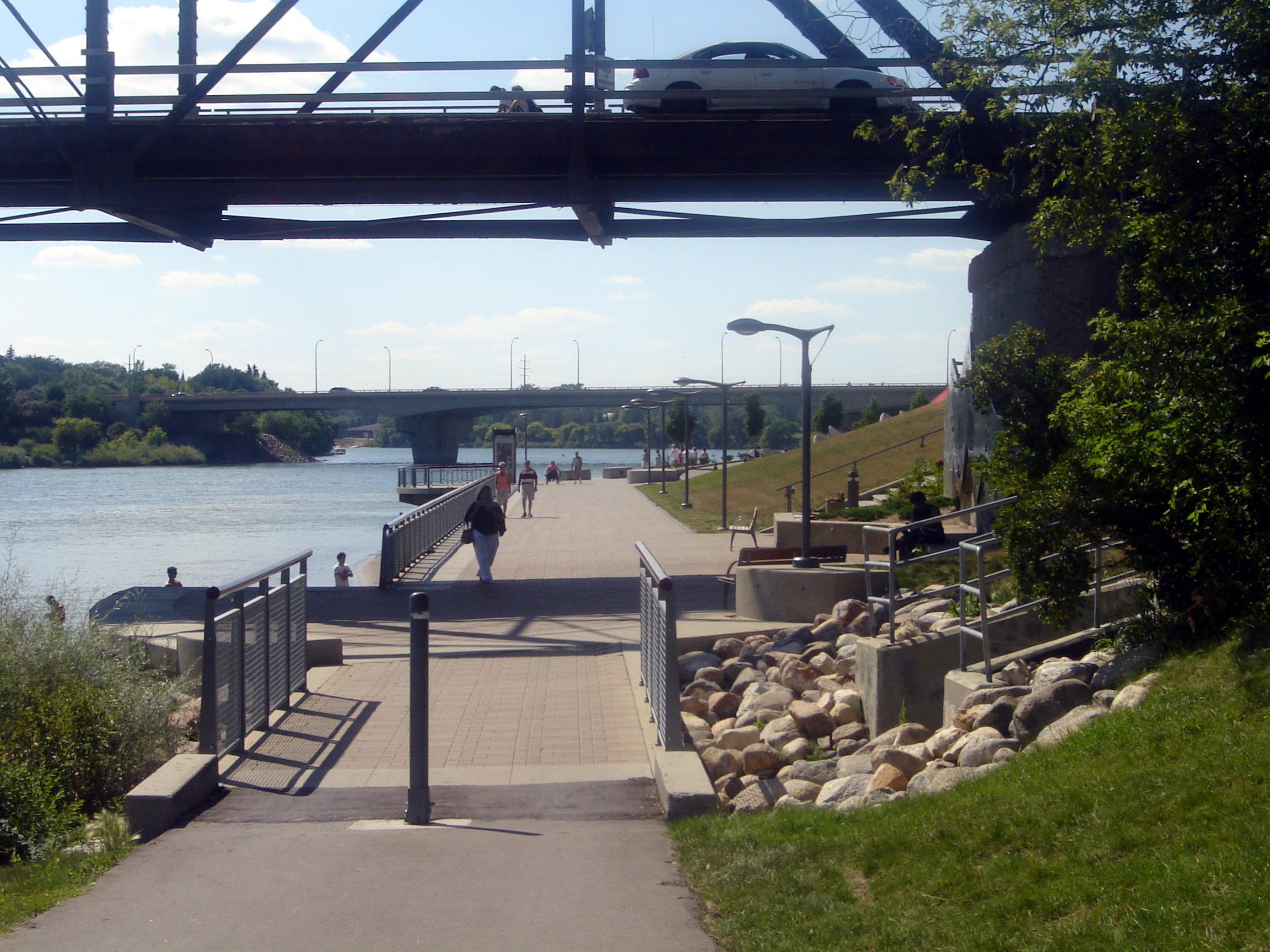
Átkelő a River Landingen, a Central Business Districtben

### Légi
A Saskatoon John G. Diefenbaker Nemzetközi Repülőtér menetrend szerinti és charter járatokat a biztosít a városnak, és jelentős központ a bányászat és az Észak saskatchewani települések számára. Az innen átszállás nélkül elérhető célpontok: Calgary, Edmonton, Las Vegas, Minneapolis, Ottawa, Prince Albert, Regina, Toronto, Vancouver és Winnipeg. Szezonális és charter járatok indulnak Mexikóba, Kubába, a Dominikai Köztársaságba, Phoenixbe és Churchill, MB-be. A Air Canada, a WestJet és a Purolator Inc. mind rendelkezik raktárral a reptéren. A Saskatoon/Corman Air Park egy kisrepülőtér 15 km-re délnyugatra a várostól.

### Buszok
Saskatoon tömegközlekedését a Saskatoon Transit biztosítja. A rendszert 2006-ban alakították át, mellyel a város legtöbb részét elérhetővé tették. A Saskatchewan Transportation Company buszjáratokkal összeköti Saskatoont körülbelül 200 településsel a tartományban. A Saskatoon Busz Terminál a Greyhound Canadával is kapcsolatban áll, tartományon kívüli buszjárataik mennek például Manitobába, és Albertába.

## Oktatás

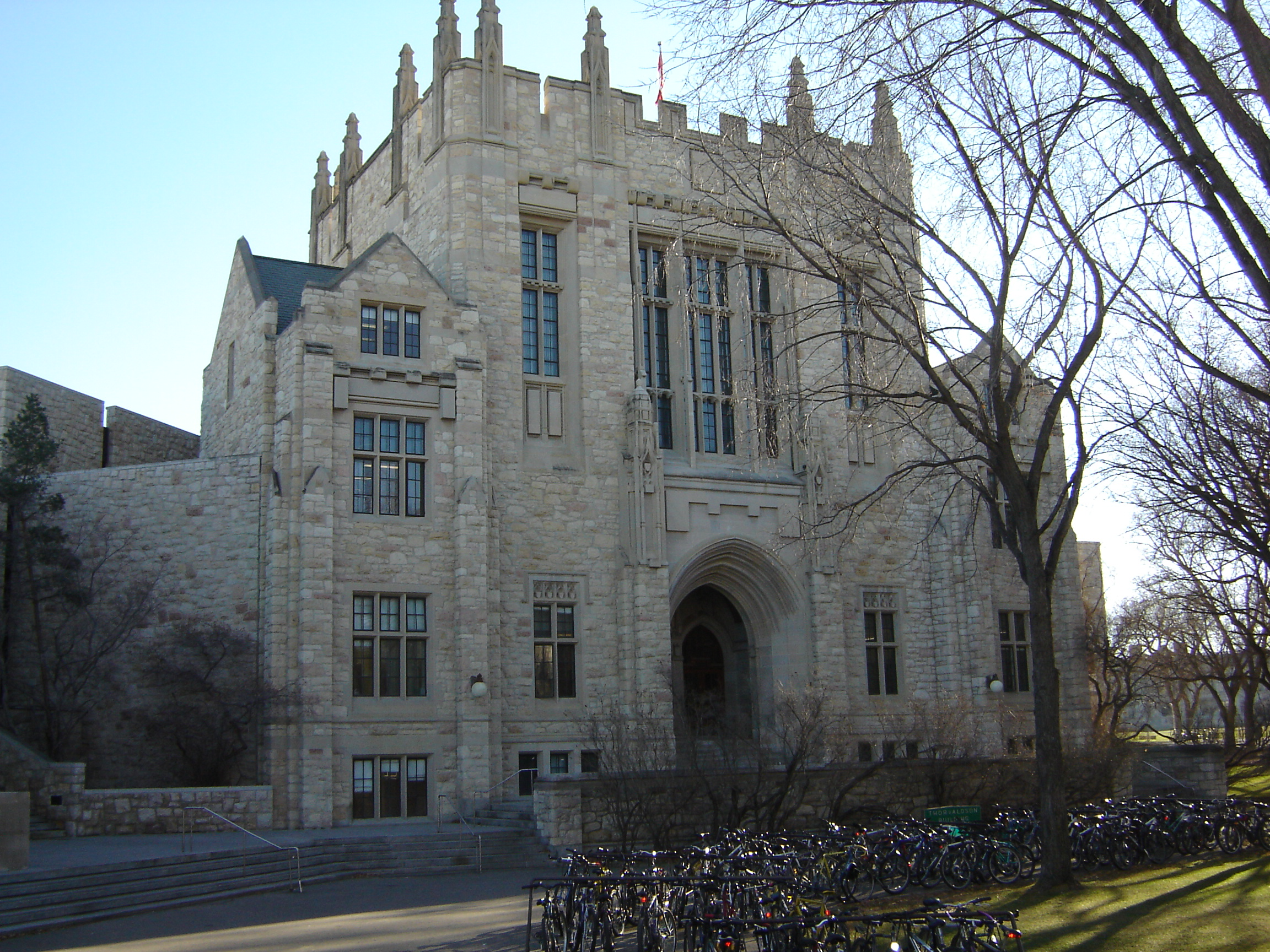
A Thorvaldson Building bejárata a University of Saskatchewan fő kampuszán

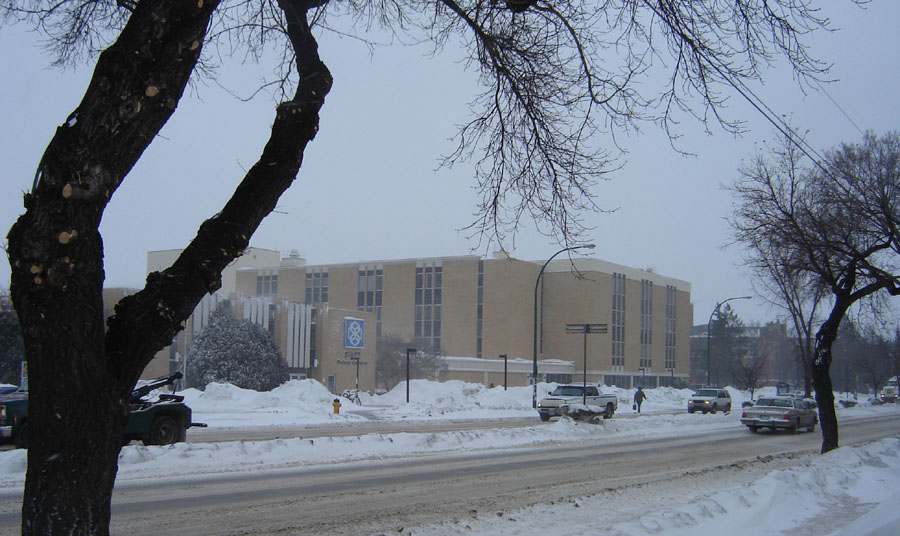
A SIAST Kelsey kampusza. Central Industrial Area

Saskatoonban számos felsőoktatási intézmény van:
- Saskatchewani Egyetem
- St. Thomas More College egy katolikus egyetem, egyesítve áll a Saskatchewani Egyetemmel. A Saskatchewani Egyetemmel kapcsolatban álló egyetemek a Lutheran Theological Seminary, a College of Emmanuel and St. Chad és a St. Andrew's College. Mindhárom a Saskatchewani Egyetem kampuszán található.
- First Nations University of Canada
- Saskatchewan Polytechnic
- Gabriel Dumont Institute
- Saskatchewan Indian Institute of Technologies

Saskatoonban 78 általános iskola és 14 középiskola található, körülbelül 37.000 diákkal. Saskatoonban három fő oktatásügyi hivatal van, a Saskatoon Public School Division, a Saskatoon Catholic School Division és a Conseil des Ecoles Fransaskoises.

## Művészetek és kultúra

### Galériák és múzeumok

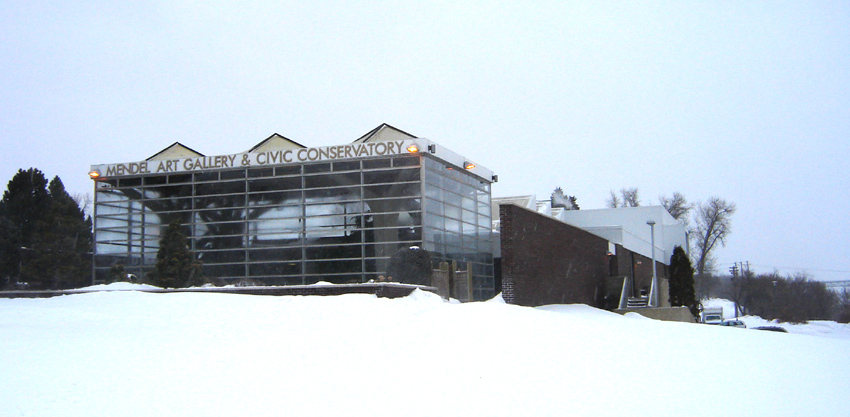
Mendel Art Gallery és Civic Conservatory

A Mendel Art Gallery a Dél Saskatchewani Folyó partján található. Jelenlegi gyűjteménye körülbelül 5000 műtárgy. 2005-ben egy nagy újítással meg akarták növelni a galériát hetven százalékkal, habár 2005 szeptemberében a városvezetőség bejelentette, hogy tárgyalásokat kezdett a galériával, a felújítás elvetésével kapcsolatban, cserében egy új létesítményt építenének a belváros déli részére.
A River Landingen épített Remai Modern Art Gallery of Saskatchewan délnyugatra található a korábbi Remai Arts Centretől, mely otthont ad a Persephone Theatre companynek. Kanada Kormánya és Saskatchewani Kormánya együttesen 13 millió dollárt adományozott a galéria megépülésére. Saskatoon városa és más partnerek szintén támogatták a galéria megépülését. A galéria megépítésének teljes ára körülbelül 80,2 millió dollár volt.
A Remai Modern Art Gallery of Saskatchewan egy 7400 m²-es többemeletes épület. A létesítmény jelenleg kapacitásának egyharmadát használja és különböző stúdiók és tantermek találhatók benne, oktatási célokból, tárgyalókkal. Az épület építése során nagy hangsúlyt fektettek a használhatóságra és építészeti kinézetre is. A galéria előtti átrium nem csak a művelődési tevékenységekre épült, többek között egy találkozóhely a River landingen, egy ajándékbolttal és egyéb vendéglátói szolgáltatásokkal, mint egy bisztró, étterem és információs pult. Az épület alatt egy 250 férőhelyes mélygarázs található. A Mendel név elhagyása sok vitát keltett a helyi lakosok körében.
Az AKA Galéria egy művelődési központ a kortárs és innovatív művek készítésére, bemutatására és értelmezésére.

## Fordítás
- Ez a szócikk részben vagy egészben  a   Saskatoon című angol Wikipédia-szócikk fordításán alapul.  Az eredeti cikk szerkesztőit annak laptörténete sorolja fel. Ez a jelzés csupán a megfogalmazás eredetét és a szerzői jogokat jelzi, nem szolgál a cikkben szereplő információk forrásmegjelöléseként.